# 味美站 (东海交通事业)
味美站（日语：／ Ajiyoshi eki */?）是一個位於愛知縣春日井市中新町2丁目，屬於東海交通事業城北線的鐵路車站。

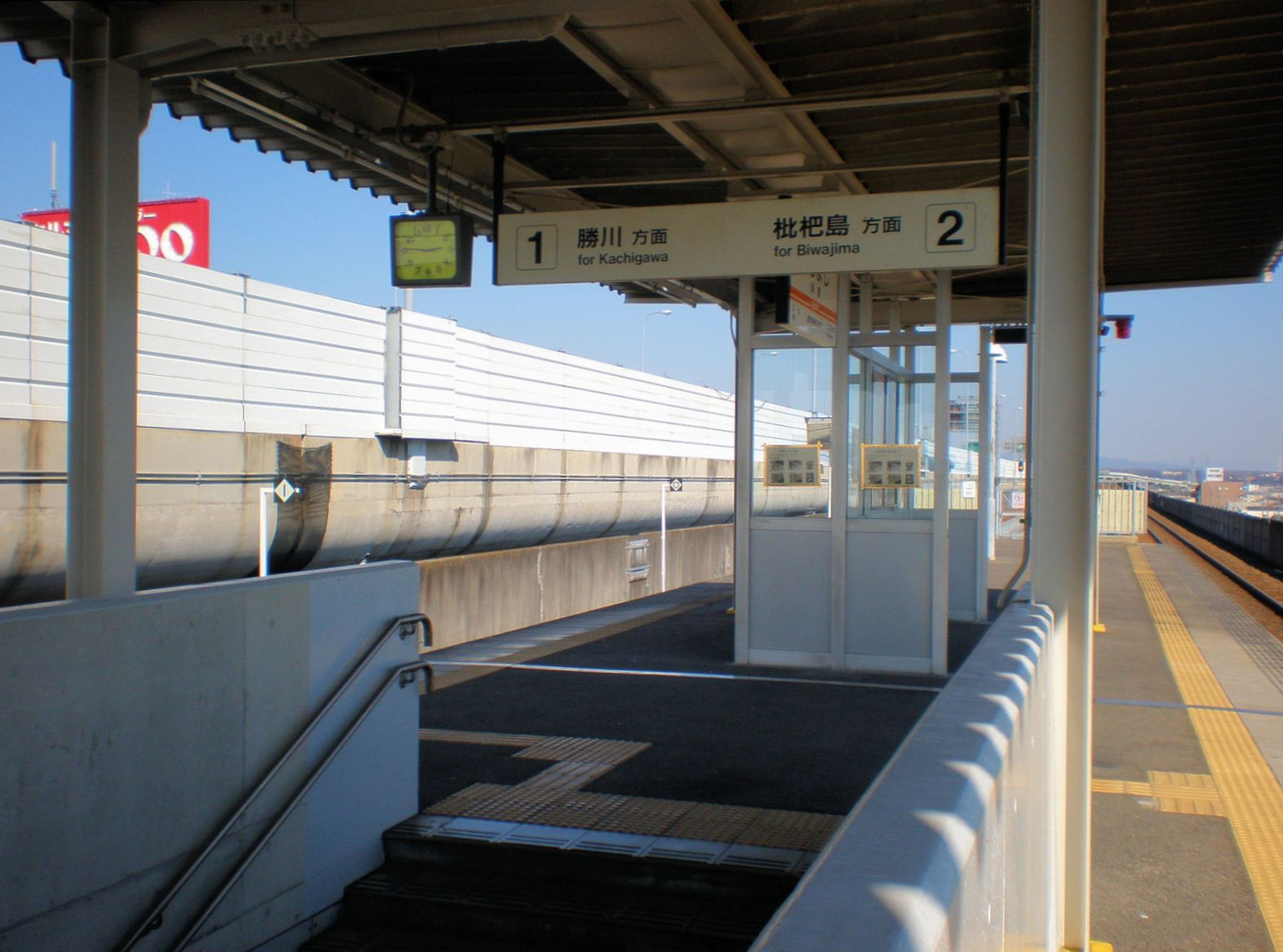
1號與2號月台（2011年4月）

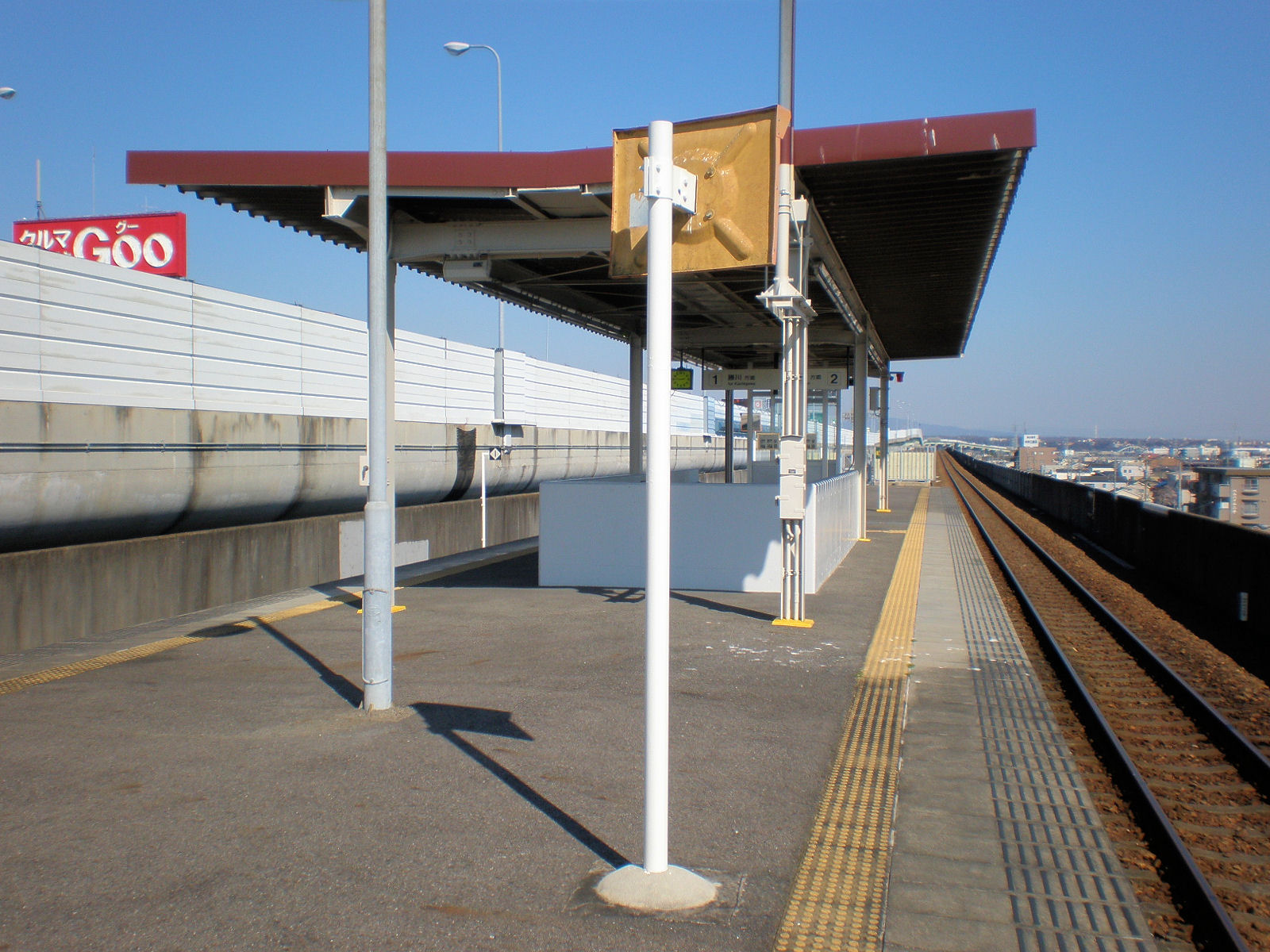
月台全景（2011年4月）

## 車站構造
島式月台1面2線的高架車站。無人站。車站跨過名鐵小牧線的高架橋，成為高高架車站。

### 月台配置
| 月台 | 路線     | 方向 | 目的地     |
| ---- | -------- | ---- | ---------- |
| 1    | 〓城北線 | 下行 | 勝川方向   |
| 2    | 〓城北線 | 上行 | 枇杷島方向 |

## 相鄰車站
東海交通事業
城北線
勝川－味美－比良